# Veľká Hradná
Veľká Hradná je naseljeno mjesto u okrugu Trenčín u  Trenčínskom kraju u Slovačkoj.

## Stanovništvo
| Godina:     | 1993. | 2003.   | 2013.   | 2023.   |
| ----------- | ----- | ------- | ------- | ------- |
| Broj ljudi: | 680   | 657     | 696     | 765     |
| Razlika:    |       | -3,38 % | +5,93 % | +9,91 % |

| Godina:     | 2022. | 2023.   |
| ----------- | ----- | ------- |
| Broj ljudi: | 761   | 765     |
| Razlika:    |       | +0,52 % |

Prema podacima o broju stanovnika iz 2023. godine naselje je imalo 765 stanovnika.

## Vanjske poveznice
|  | Zajednički poslužitelj ima još gradiva o temi Veľká Hradná |

- Službena stranica naselja (sl.)